# Fundulopanchax kamdemi
Fundulopanchax kamdemi är en fiskart som beskrevs av Akum, Sonnenberg, Van der Zee och Wildekamp 2007. Fundulopanchax kamdemi ingår i släktet Fundulopanchax och familjen Nothobranchiidae. IUCN kategoriserar arten globalt som livskraftig. Inga underarter finns listade i Catalogue of Life.